# Шпитцнер, Франц
Франц Эрнст Генрих Шпитцнер (нем. Franz Ernst Heinrich Spitzner; 31 октября 1787, Требиц, Священная Римская империя, — 2 июля 1841, Виттенберг, Саксония) — немецкий филолог и педагог, специализировавшийся в основном на исследованиях произведений Гомера.
Он изучал теологию и филологию в университете Виттенберга, где был студентом Кристиана Лобека. В 1811 году он стал конректором в лицее в Виттенберге, где два года спустя был назначен ректором. В 1820 году он переехал в гимназию в Эрфурте, а в 1824 году вернулся на свою прежнюю должность в лицее Виттенберга.
Основные труды: «Observationes criticae in Apollonii Rhodii Argonautica et Nonni Dionysiaca» (1810); "De versu Graecorum heroico, maxime Homerico (1815); издание текста «Илиады» с критическими комментариями (1832—1836).